# Lag Hasselborg
Lag Hasselborg representerade Sverige i Europamästerskapen i curling 1990, vid världsmästerskapet 1992 och Europamästerskapet 1994. Laget leddes av skippern Mikael Hasselborg och övriga deltagare var Hans Nordin, Lars Vågberg och Stefan Hasselborg. Laget kom från Sollefteå CK.
Lars Vågberg flyttade sedan till Norge och har bland annat vunnit OS-guld för Norge med Lag Pål Trulsen. Mikael Hasselborg blev senare coach för Lag Nils Carlsén som spelat juniorvärldsmästerskap och herrvärldsmästerskap för Sverige. Stefan Hasselborg fungerade flera år som Sveriges förbundskapten i curling.

## Meriter
- Europamästerskap  
  - Guld 1990
  - Brons 1994
- Världsmästerskap 
  - Sjunde plats 1992